# 王公廟 (高雄市)
王公廟，是台灣高雄市林園區的一個傳統地域名稱，也是全區行政中心所在地，位於該區西部。相較於今日行政區，其範圍大致包括林園里西部南側凸出部分的北半部、仁愛里西北部、王公里不含東北端、廣應里不含最北端、潭頭里最西段凸出部分的西南半部、林家里、龔厝里、中門里東北半部不含其東端、頂厝里北部中央凸出部分及東半葉北部中央地帶。

## 歷史
台灣清治末期至日治初期，王公廟地區為一街庄，稱為「王公廟庄」，隸屬於小竹下里。該庄西北與中林仔庄為鄰，北與二橋庄為鄰，東北與潭頭庄為鄰，東南邊為林仔邊庄，南邊及西南邊為港仔埔庄，西邊一小段與鳳鼻頭庄為界。
1901年（日治明治三十四年）11月，全台廢縣廳改設二十廳，該庄隸屬於鳳山廳。1903年（明治三十六年）6月，該庄編入「林仔邊區」，隸屬於斗六廳。1909年（明治四十二年）10月，合併二十廳為十二廳，林仔邊區改隸屬於臺南廳。1920年（大正九年），全台地方制度大改正，廢十二廳改設五州二廳，該庄改制為「王公廟」大字，隸屬於高雄州鳳山郡林園庄。
戰後林園庄改制為林園鄉，隸屬於高雄縣，大字亦改制為村。1950年10月，高、屏分治，林園鄉仍隸屬高雄縣。2010年12月25日，高雄縣、市合併為高雄市，林園鄉改制為林園區，村亦改制為里。

## 聚落
本地區發展較早的聚落有柚仔腳、苦苓腳、王公廟、林內、三張廍、瓦磘溝、下大湖、下山腳、頂山腳等，在日治期初期的官方地圖上已有記載。此外，本地區尚有前厝、後厝、龔厝等聚落。

## 交通
省道台17線又稱「西部濱海公路（中南段）」，是臺中市清水區甲南至屏東縣枋寮鄉水底寮的幹道，大致以西北—東南走向蜿蜒經過本地區西南部邊界地帶。由該道路向西北轉北北東再轉西北可前往小港、前鎮、高雄市中心、鼓山、左營等地；向東南轉東可前往新園、東港、林邊、佳冬等地。
省道台25線又稱「鳳林公路」，是鳳山至林園的幹道，大致以縱向經過本地區東部邊界北側一小段。由該道路向北可前往大寮、鳳山等地；向南可前往林邊並止於省道台25線路口。

## 學校
- 林園高中
- 王公國小

## 文化資產
- 鳳鼻頭（中坑門）遺址（國定遺址）：位於本地區西部，接近鳳鼻頭地區

## 廟宇
- 廣應廟（林園王公廟）